# Рада (город)
Рада (араб. رداع‎) — город-крепость и один из важнейших центров в мухафазе Эль-Бейда, на юге Йемена. Рада — администранивный центр мудэрии Рада в мухафазе Эль-Бейда. Город расположился в 180 км к югу от столицы Сана. Основная дорога к югу от Саны ведущая к городам Таиз и Аден расходится в г. Дхамар в юго-западном направлении к городу Эль-Бейда. Следуя по этой дороге можно увидеть город-крепость Рада.
Город был столицей малоизвестного Тахиридского королевства (1454—1517 гг.), которое отвоевало города Аден и Забид у когда-то влиятельной династии Расулидов. Несмотря на то, что сегодня Рада является важным торговым и административным центром, она по-прежнему имеет особую атмосферу и славится своими домами и построенной из глиняных кирпичей цитаделью (сегодня здание тюрьмы).
Визитная карточка города — уникальная по своей архитектуре мечеть Эль-Амирия (Аль-Амирийа, ориентировочно XV век), возвышающаяся в самом центре Старого города, частично окруженного каменной стеной. Мечеть Амария была построена приблизительно в 1512 году (согласно немецкой Вики в 1504 году) в особенном стиле, уникальность которого заключается в том, что у неё нет минарета. Она стоит на возвышении, открывая свои сводчатые лоджии и киблах. В зале для омовений есть древние колонны химьяритского периода. Мечеть отреставрирована в 1990 году. В настоящее время (конец 2012, начало 2013 года) мечеть не используется по своему прямому назначению, поэтому даже немусульманам позволено свободно войти под её своды и полюбоваться на этот образец типично йеменской архитектуры изнутри.
Туристов привлекает особый стиль градостроительства в Рада. В отличие от многих других городов страны, где дома сделаны из камня или обожженного на солнце кирпича из глины и соломы, здания в Раде строят из прошедших особую обработку кирпичей и обмазываются снаружи серой глиной. Причем слой внешней «штукатурки» каждый год обновляют, что придает местным строениям с их характерными красивыми окнами с тройными арочными сводами довольно праздничный вид.
К северу от города возвышается конус самого молодого вулкана страны Эль-Лиси, вокруг которого есть небольшая геотермальная область.

## Население
Население города на 2012 год составило 57 212 человек.